# Giulio Nuciari
Giulio Nuciari (Piovene Rocchette, 26 aprile 1960) è un allenatore di calcio ed ex calciatore italiano, di ruolo portiere.

## Biografia
È il nipote di Antonio Nuciari, portiere di SPAL e Triestina degli anni quaranta e cinquanta.

## Carriera

### Giocatore

Nuciari (in piedi, terzo da sinistra) nella Ternana 1981-1982

Dopo aver esordito tra i professionisti con il Montecatini, in prestito dalla Ternana, torna in Umbria a difendere la porta rossoverde e poi quelle di Monza, Milan e Sampdoria. Nei rossoneri è rimasto cinque stagioni collezionando 44 presenze complessive, di cui 10 in Serie A, 18 in Serie B, 15 in Coppa Italia e una nello spareggio UEFA contro la Sampdoria, che disputò al posto dell'infortunato Giovanni Galli. Ai blucerchiati, sette stagioni con 7 presenze complessive.
Detiene il record di panchine in Serie A per un portiere: per 333 volte ha indossato la maglia numero dodici collezionando solo 17 presenze in massima divisione.

### Allenatore
Finita la carriera, diventa allenatore dei portieri alla Sampdoria, dove si era ritirato. Il 14 luglio 1997 entra nello staff di Fabio Capello come allenatore dei portieri del Milan; il 29 maggio 1998 con l’arrivo di Alberto Zaccheroni alla guida dei rossoneri viene esonerato. Il 29 settembre 1999 con l’arrivo di Renzo Ulivieri diventa preparatore dei portieri del Cagliari. Con lo stesso ruolo torna poi alla Ternana (2000-2001) a quasi vent'anni dai suoi trascorsi agonistici in Umbria.
Il 18 giugno 2001 torna al Cagliari come preparatore dei portieri del nuovo tecnico Antonio Sala. Il 15 ottobre ne prende il posto alla guida dei sardi insieme al team manager Gianfranco Matteoli. Il 18 dicembre con la squadra al terz'ultimo posto in campionato viene sostituito da Nedo Sonetti. Totalizza 2 vittorie, 3 pareggi e 3 sconfitte.
Nel 2002 passa alla Lazio, dove stringe un legame lavorativo con Roberto Mancini, seguendolo anche all'Inter il 7 luglio 2004. Il 29 maggio 2008, con l'arrivo di José Mourinho e del suo staff sulla panchina nerazzura, il suo contratto è risolto.
Il 3 giugno 2010 entra a far parte dello staff della Fiorentina come preparatore dei portieri di Siniša Mihajlović. Rimane con lo stesso ruolo anche nello staff del nuovo tecnico Delio Rossi. Il 3 maggio 2012 assume anche il ruolo di vice allenatore di Vincenzo Guerini in sostituzione dell'esonerato Delio Rossi. Viene confermato anche con la nomina di Vincenzo Montella alla guida dei viola.
Lascia la Fiorentina nel 2013.
Il 22 settembre 2014 partecipa al corso di direttore sportivo al centro tecnico federale di Coverciano.
Il 14 novembre torna a ricoprire inizialmente il ruolo di allenatore dei portieri dell’Inter nello staff di Roberto Mancini. Data la squalifica di Mancini e la mancanza di un allenatore in seconda, allena l'Inter nella gara d'Europa League il 27 novembre vinta 2-1 col Dnipro a San Siro, decisiva per la qualificazione al turno successivo. Il 13 giugno 2016 decide di ritirarsi.
Il 23 maggio 2018, dopo due anni di inattività, entra nello staff tecnico della nazionale italiana, chiamato dal selezionatore ed ex compagno di squadra Roberto Mancini. Nell'estate 2021 (dopo il rinvio per la pandemia di COVID-19) prende parte con lo staff di Mancini alla vittoriosa spedizione azzurra al campionato d'Europa 2020. Dal 4 agosto 2023 va a comporre lo staff degli osservatori insieme a Venturini. Il 29 agosto rifiuta la proposta di seguire il tecnico Mancini per la nuova avventura Saudita, nella stessa giornata con la riorganizzazione dello staff della Nazionale maggiore per l’arrivo del nuovo tecnico Luciano Spalletti, chiude la sua esperienza con gli azzurri.
Dal 1 settembre 2024 è preparatore dei portieri dell'Arabia U23 e collaboratore di Mancini in prima squadra. Il 25 ottobre lascia la nazionale.

## Palmarès

### Giocatore

#### Competizioni nazionali
- Campionato italiano di Serie B: 1

Milan: 1982-1983
- Campionato italiano: 2

Milan: 1987-1988
Sampdoria: 1990-1991
- Supercoppa italiana: 1

Sampdoria: 1991
- Coppa Italia: 1

Sampdoria: 1993-1994

#### Competizioni internazionali
- Coppa delle Coppe: 1

Sampdoria: 1989-1990